# Mark Hall (músic)
Mark Hall, Jr. (nascut el 14 de setembre de 1969) és el vocalista principal del grup de rock cristià de Georgia, Casting Crowns, un grup de set membres, compost completament per pastors joves.